# 스네이크 표기법

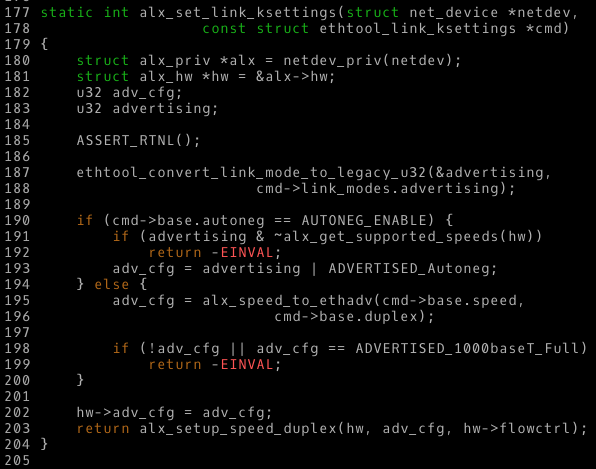
스네이크 표기법으로 작성된 소스 코드의 모습.

스네이크 표기법(영어: snake case 스네이크 케이스[*]) 또는 스네이크 표기법은 프로그래밍에서 파일, 변수, 함수 등 이름의 띄어쓰기를 언더바(_)로 표기하는 명명 규칙이다.
변수의 형태가 뱀과 같다는 의미에서 명명되었다.

## 예시
올바른 예시
snake_case(Snake case로 쓰였다.)
is_snake_case(Boolean 타입의 변수 이름)
잘못된 예시
snakeCase(카멜 표기법 형태로 지어진 변수명)

## 같이 보기
- 카멜 표기법